# Кутісаке-онна
Кучісаке-онна (яп. 口裂け女, букв. «Жінка з розірваним ротом») — відома японська міська легенда про прекрасну жінку, яка була знівечена та вбита своїм ревнивим чоловіком, а потім повернулася в світ живих як мстивий злий дух. Легенда про кучісаке-онна отримала найбільшу популярність в Японії на рубежі 1970-х-1980-х років, викликавши справжню паніку. Існують навіть повідомлення про те, що адміністрації деяких японських шкіл і коледжів у той час нібито рекомендували дітям ходити додому в супроводі дорослих або хоча б групами.

## Зовнішній вигляд
Кучісаке-онна — нібито дуже гарна жінка з довгим волоссям, у великому пальто, шарфі та марлевій пов'язці або хірургічній масці, що закриває нижню частину обличчя.

## Легенда
Сама по собі ця легенда відома ще з часів періоду Едо, коли жінка поставала в легенді закривала своє обличчя за допомогою кімоно.
Сучасна версія міської легенди виглядає таким чином. Жінка в масці зупиняє дитину та питає її: «Чи гарна я» ? Якщо дитина відповідає, що ні, вона вбиває її ножицями, які завжди носить із собою. Якщо дитина відповість, що так, жінка зніме маску, показуючи рот, перерізаний від вуха до вуха, з величезними зубами та зміїним язиком, і питає: «Навіть тепер?». Якщо дитина відповість, що ні, то буде розрізана навпіл. Якщо ж відповість, що так, то вона розріже їй рот так само, як у неї. Якщо нічого не вжити, а просто повернутися й піти, то Кучісаке-онна все одно з'явиться перед жертвою.

## Випадки
З 1979 року легенда набула в Японії несподіваної «популярності»: багато людей стверджували, що бачили кучісаке-онна насправді, і нібито вона вбила безліч дітей віком 4-10 років. У деяких школах та коледжах були навіть припинені заняття, молодших учнів батьки приводили до школи та забирали з неї, а території університетських містечок патрулювалися поліцією.
При цьому згадали, що 1968 року в країні було знайдено череп жінки, рот якої був розрізаний від вуха до вуха. але справжньою причиною поширення легенди був, швидше за все, реальний випадок 21 червня 1979, що стався в місті Хімедзі, коли була арештована психічно хвора 25-річна жінка, блукаючи вулицями з кухонним ножем, яким вона попередньо розрізала собі рот до вух.

## Способи уникнути Кучісаке-Онна
Якщо вірити легенді, то є кілька способів уникнути сумної долі при зустрічі з нею.
- Можна на її «гарна я?» відповісти, що вона красива, але вимовити це два рази поспіль і дуже швидко. Вона заплутається, що дасть можливість жертві втекти, поки вона буде у роздумах.
- Можна відповісти на її запитання ухильно: «Ти виглядаєш посередньо» або «Ти виглядаєш нормально», або «можливо ти красива/некрасива». Вона не буде знати, що відповісти, що теж дасть можливість втекти.
- Іноді вказується, що на її питання взагалі можна не відповідати, сказавши, що зайнятий, і тоді вона не стане переслідувати або наполягати.
- У деяких варіантах легенди йдеться про те, що їй замість відповіді можна кинути фрукти або солодощі; вона кинеться їх збирати, що теж дасть можливість для втечі.
- Нарешті, можна, побачивши її, запитати раніше за неї: «Чи гарна я/красивий я?»: вона не знатиме, що відповісти, і знову можна буде встигнути втекти.

## Відображення в культурі
Кучісаке-онна є персонажем безлічі японських фільмів, аніме та манґи. 
Какуза з Наруто, Міліна з Мортал комбат і Шарлотта Катакурі з One Piece. засновані на Кутісаке-онна. Кутісаке-онна також був основою для персонажа, який з'являється в епізоді «танець Вуду» телесеріалу «Костянтин». Кутісаке-онна з'являється в Shin Megami Tensei: if..., Megami Ibunroku Persona: Spirit Order, Persona 2: Innocent Sin: Rumor Arcana, Моб Психо 100, Jigoku Sensei Nube, Магічна битва і Ghostwire: Tokyo. 
￼￼Джокер з фільму Темний лицар і Джефф-вбивця з Кріпіпаст мають схожості з Кучісаке-онна.